# Sestre Pohoda Marijina
Sestre Pohoda Marijina, poznate i kao Družba pohođenja ili Vizitatinke (lat. Ordo Visitationis Beatissimae Mariae Virginis, pokrata V.H.M.) su zatvoreni crkveni red koji su utemeljili Franjo Saleški i Ivana Franciska de Chantal 1610. u Francuskoj. Samostani koji tvore red samostalni su, neovisni jedni od drugih, od 1950. godine povezani u osamnaest federacija, sa samostanom u Annecyu kao »majkom svih samostana«. Danas postoji više od 160 samostana koji djeluju u tridesetak država, u Hrvatskoj od 1947. godine.

O nazivu i namjeni reda sv. Franjo Saleški bilježi: 
»Pohođenje se nalazi među Kongregacijama, kao ljubice među drugim cvijećem. Zna da mora biti nisko, maleno, po boji ne upadljivo očima svijeta. Zadovoljava se time da ga je Bog stvorio sebi za službu da bi malo priskrbio mirisa za svoju Crkvu.«
Glavno obilježje reda je poniznost: »Kongregacija ne namjerava nego othraniti ponizne duše« stoji u obnovljenim Konstitucijama reda iz 1979. godine. Članice reda njeguju pobožnost Presvetom Srcu Isusovu: »Sestre Pohođenja žele biti naročito vjerne zadatku koji su primile da ljube Presveto Srce i šire ljubav prema Njemu«, navodi se u obnovljenim Konstitucijama reda. 

## U Hrvatskoj
Posredstvom Josipa Lacha, kardinal Stepinac na blagdan Bezgrešnog začeća, 8. prosinca 1940. otvara Dom Božje Providnosti na zagrebačkoj Trešnjevci, u sklopu kojeg je 20. srpnja 1941. posvećena kapela Corpus Domini kao jubilarna spomen-kapela 1300. obljetnice prvih veza Hrvata i Svete Stolice. U rujnu 1947. u Dom dolaze iz Ljubljane časna majka Karolina Marija Melissari sa sestrama iz Slovenije te se nastanjuju u Domu, gdje djeluju i danas. Nakon razorne poplave 1964. sestre uz novčane priloge biskupa Lacha i kardinala Šepera, kao i uz pomoć samostana iz Njemačko-austrijske federacije obnovile samostan i kapelu. Dne 5. studenoga 1985. nadbiskup Franjo Kuharić posvećuje kapelne orgulje. Na Tijelovo 1991. mons. Tomislav Ivančić predvodio je euharistijsko slavlje za proslavu 50. obljetnice otvaranja kapele. Tijekom Domovinskog rata sestre su u samostanu smjestile prognanike iz Slavonije. U godini 400. obljetnice osnutka reda, na blagdan sv. Franje Saleškog fra Zvjezdan Linić otvorio je jubilejsku godinu. U ožujku su u samostanu bile izložene relikvije sv. Margarete Marije Alacoque, a tom je prigodom svečanu misu služio biskup Valentin Pozaić u suslavlju s četrnaestoricom svećenika.

## Istaknuti članovi
- Margareta Marija Alacoque[2]
- Sedam mučenica - sedam sestara iz samostana u Madridu ubijenih za vrijeme Crvenog terora u Španjolskoj 1936.[3]
- Leonija Martin[4]

## Vanjske poveznice
- Službene stranice Samostana Pohoda Marijina u Zagrebu)
- Papinsko pismo povodom 400. obljetnice Reda